# 小行星5653
小行星5653（英語：5653 Camarillo）是一颗围绕太阳公转的小行星。1992年11月21日，埃莉諾·赫琳、肯尼斯·J·劳伦斯在帕洛马山发现了此天体。
这颗小行星的绝对星等为122.458507416825等。